# 經濟復甦

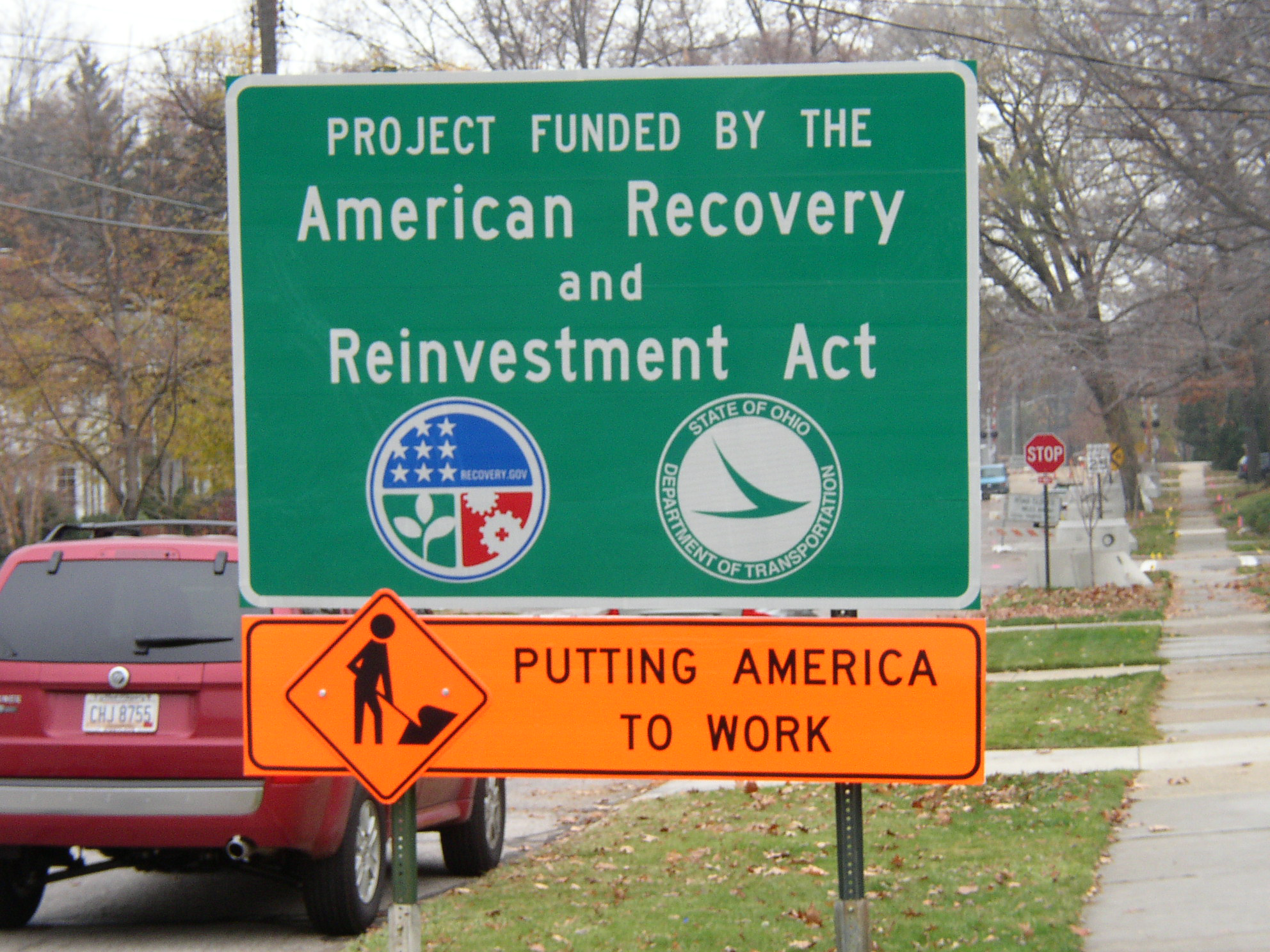
一張「美國復蘇與再投資法案資助項目」的標誌牌

經濟復甦是景氣循環中经济衰退後的一個阶段，在此期間，經濟恢復並超過衰退之前達到的就業和產出峰值。復甦期常見的特徵有实际国内生产总值、就業、企業利潤和其他指標的超高水平增長。
這是從收縮到擴張的轉折點，通常能提高消费者信心。
2008年大衰退後，美国經歷了經濟復甦。自从林登·约翰逊总统任期结束以来，该国经通货膨胀因素调整后的中等收入并未发生重大变化。

## 延伸閱讀
- Staff, Investopedia. . Investopedia. 2010-12-22  [2018-01-01]. （原始内容存档于2021-04-23） （美国英语）.